# 圣亚博那圣殿
圣亚博那圣殿（Sant'Apollinare alle Terme Neroniane-Alessandrine）是意大利罗马的一个领衔堂区，供奉拉文纳的第一任主教圣亚博那。这是大斋期第五周星期四的Station church。

## 历史
该堂创建于中世纪早期，可能是在7世纪。它在教宗哈德良一世时首次在教宗名录中提及。服务于该堂的第一批神父可能是在圣像破坏运动期间逃离迫害的东方修士。
它被列入都灵目录，作为教宗小堂，有八位神职人员，在1574年被教宗克勉十一世交给耶稣会，用作隔壁圣亚博那宫的德国学院的教堂，后来与匈牙利学院联合组建了宗座德国及匈牙利学院。这一直是一个耶稣会机构，直到1773年耶稣会被取缔，该堂移交给遣使会。
在17世纪后期，由于缺乏资金，该堂年久失修。尽管如此，在1702年，一座小堂重新装修，供奉圣方济各沙勿略，小·皮埃尔·勒·格罗斯雕刻了圣人的大理石雕像（这座雕像在大约40年后该堂最终重建的时候被保存下来并且仍然在原处。
直到1742年，教宗本笃十四世 委托费迪南多·富格重建教堂。富格添加了一个新的立面，16世纪晚期风格，带巴洛克元素。它有两层，下层是爱奥尼亚柱式，上层是科林斯柱式。下层有一个中央门，两侧是窗户。门上方是三角形半月楣。楼上是一个带阳台的大型中央窗户，两侧有两个较小的窗户。立面顶部是双半月楣。富格还重建了圆顶。该堂于1748年重建。
作家和考古学家弗朗西斯科·安东尼奥·扎卡里亚在1795年去世，被埋葬在此处的圣依纳爵罗耀拉小堂。
1984年，该堂升格为宗座圣殿。
1990年12月18日，该堂交给主业会，现在是罗马圣十字架大学的一部分。1991年9月1日，主业会监督入驻该堂。1990年4月24日，该堂尚未交给主业会时，经乌戈·波莱蒂枢机主教同意，臭名昭著的歹徒恩里科·德·佩迪斯，被埋葬在教堂的地下室里。这个不寻常的葬礼与 Emanuela Orlandi的绑架事件有关。2012年，坟墓被打开，以供调查。2012年6月18日，德·佩迪斯的遗体被转移到Verano墓地。

## 建筑
该堂只有一个中殿，两侧是科林斯柱式的壁柱，划分出侧面小堂的拱门。拱形天花板上是斯蒂法诺波齐的壁画圣亚博那的荣耀。
正祭台是根据教宗本笃十四世的命令制作的，有伯纳迪诺卢多维西的灰泥装饰，以及17世纪早期的祭坛画，描绘了圣亚博那被祝圣为拉文纳主教。地穴保存有圣髑。 
椭圆形的恩宠小堂位于教堂外，通过左侧的门进入。内有1494年的圣母宗徒之后壁画，在罗马之劫 (1527年)中，因为神父用石灰将其覆盖而得以幸存，后来在1645年在地震中被到教堂躲避的两个男孩和一个士兵发现。彼得安东冯弗雷舍菲尔特增加了一个带有金色灰泥智天使的大理石框架。